# Сосновский сельсовет (Минская область)
Сосно́вский се́льсовет — административная единица на территории Любанского района Минской области Республики Беларусь.

## История
22 декабря 2013 года посёлок Сосны переименован в Сосны 2 (бел. Сосны 2) и отнесён к статусу агрогородка.

## Состав
Сосновский сельсовет включает 10 населённых пунктов:
- Бориков — посёлок.
- Бояничи — деревня.
- Жалы — посёлок.
- Живунь — деревня.
- Загалье — деревня.
- Подлуг — деревня.
- Сосны 2 — агрогородок[1].
- Старосек — деревня.
- Татарка — деревня.
- Ямное — посёлок.